# مايك فيشر (لاعب هوكي الجليد)
مايك فيشر (بالإنجليزية: Mike Fisher)‏ (و. 1980  م) هو لاعب هوكي الجليد كندي الجنسية، ولد في بيتيربوروغ، أونتاريو، مركز لعبه هو الوسط ‏.
.

## روابط خارجية
- مايك فيشر على موقع دوري الهوكي الوطني (الإنجليزية)
- مايك فيشر على موقع قاعة مشاهير الهوكي (لاعب أن.إتش.أل) (الإنجليزية)
- مايك فيشر على موقع EliteProspects.com (الإنجليزية)
- مايك فيشر على موقع Eurohockey.com (الإنجليزية)
- مايك فيشر على موقع HockeyDB.com (الإنجليزية)
- مايك فيشر على موقع Hockey-Reference.com (الإنجليزية)